# Јасшаг
Јасшаг (мађ. Jászság; или Јазигија) је етно-географска регија у Мађарској. Обухвата северозападни део жупаније Јас-Нађкун-Солнок. Центар регије је град Јасберењ. Јасшаг настањују Јаси, етничка група Мађара аланског (осетског) порекла. Регија има око 85.000 становника.

## Историја
У античко доба, ово подручје је настањивао други ирански народ познат као Јазиги. Након пропасти Краљевине Аланије на Кавказу у 13. веку, део Алана (познат под именом Јаси) се преселио на запад и населио у Краљевини Угарској. Они су сачували свој језик све до 15. века, али су се временом асимиловали у Мађаре. Сачували су, међутим, свој јашки идентитет и регионалну аутономију. Све до османског освајања регије у 16. веку, Јасшаг је био аутономна територија у оквиру Угарске. Након протеривања Османлија са овог подручја крајем 17. века, аутономија Јасшага је обновљена. Регион је задржао аутономни статус све до 1876. године, када постаје део жупаније Јас-Нађкун-Солнок.